# Historia del sarampión en Chile
El sarampión es una enfermedad infecciosa exantémica muy contagiosa, es decir, que se propaga fácilmente, causada por un virus, específicamente un paramixovirus del género Morbillivirus. La infección se propaga por contacto con gotas
provenientes de la nariz, la boca o la garganta de una persona infectada; así, un estornudo o la tos pueden lanzar gotitas contaminadas al aire.
Su importancia radica en que el sarampión es la primera causa de muerte infantil, prevenible por la vacuna de sarampión, ya que aquellas personas que hayan tenido una infección de sarampión activa o que hayan sido vacunados contra la enfermedad adquieren inmunidad contra dicha afección. Antes de la vacunación generalizada, el sarampión era una enfermedad tan común en la infancia que la mayoría de las personas ya había padecido la enfermedad a la edad de 20 años e inclusive 40 y 50.

## Origen del sarampión en Chile
Existen pocos datos fidedignos que puedan aportar al conocimiento de su origen, pero en base al conocimiento histórico que se tiene sobre el contagio y epidemias, lo más probable es que el virus del sarampión, al igual que muchas otras pestes, no fuera endémico de América, sino que importado desde otros continentes.
Ya en las épocas de Galeno se describió una gran peste que asedió al pueblo romano, la cual, a través de interpretaciones sugerentes de William Hardy McNeill, se trató de viruela y sarampión, constituyendo la irrupción de ambas pestes en el mediterráneo. Estas presumiblemente provenían de Etiopía, aunque en suma, los datos recogidos y analizados, así como la bibliografía disponible, solo permiten una aproximación parcial al conocimiento de estos episodios.
Respecto a sus inicios en Chile, destaca una epidemia de viruela y sarampión acontecida en el año 1619 que causó grandes estragos en la ciudad de Santiago. Sin embargo, ya había registros de epidemias hacia el siglo XVI.
Esto también podría hacernos pensar que las epidemias en aquellos tiempos generalmente se presentaban con más de una enfermedad, por lo tanto pudiera haber sido que en muchas oportunidades se presentaran juntas la viruela con el sarampión. Por otro lado, estos hechos sugieren una importación desde el mediterráneo hacia el territorio americano.

## Desarrollo y evolución

### Epidemia de Sarampión 1899-1900 en Chile
A fines de 1899, comenzó en Santiago y luego se extendió a casi todo el país, una de las más mortíferas epidemias de sarampión de las que se tenía recuerdo, continuando durante el año 1900, con una morbilidad y gravedad implacables. En palabras de Federico Puga Borne "fue la más tremenda experiencia que tuvimos en esa época, pues la epidemia nos ha llevado generación entera". Y a la epidemia de sarampión se agregaron en el último trimestre de 1900, otras epidemias de coqueluche y de difteria.
El Mercurio de Santiago del 26 de octubre de 1900, publicaba "que en 23 días la alfombrilla ha hecho aumentar en mil el número de niños fallecidos en el mismo periodo".
Según datos expuestos por el doctor Leopoldo Belloni P., en su "Contribución al estudio de la epidemia de alfombrilla de 1900 en Santiago", habrían fallecido en la capital cerca de 4.000 niños y no menos de 10.000 en toda la República. En esa misma época habrían padecido la enfermedad en Santiago alrededor de 40.000 niños y 60.000 en todo el territorio.
Contribuyó a la creación de hospitales para niños en Santiago y a la enseñanza de las llamadas "enfermedades de niños" base para el estudio de la pediatría en Chile.

## Vacunación en contra el Sarampión en Chile

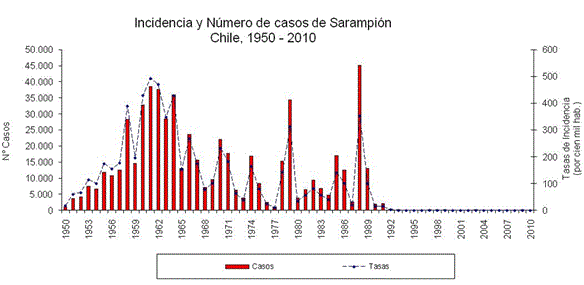
Este gráfico muestra la evolución de la incidencia y número de casos de sarampión en Chile, así como la tendencia a la baja de esta enfermedad luego de la introducción de la vacuna, en 1964.

En 1964 se incorporó la vacuna del sarampión (VAS) en forma programática a los 8 meses de edad en el esquema de vacunación de nuestro país, logrando disminuir la incidencia en un 180% al año siguiente. Posteriormente, se observaron brotes de sarampión de menor intensidad cada 4 años, a excepción de los años 1979 y 1988, cuando se presentaron brotes con una magnitud similar al período previo a la introducción de la vacuna. La vacuna contra el sarampión fue incluida en el calendario de vacunas del Programa Nacional de Inmunizaciones (PNI) iniciado en 1978, que estableció una vacunación universal y gratuita a una serie de enfermedades inmunoprevenibles.
En 1990 se comenzó a usar la vacuna trivírica liofilizada (SPR: cepas de virus Urabe Am9 de la Parotiditis, RA 27/3 de la Rubéola atenuada y Schwarz del Sarampión), en reemplazo de la VAS al año de edad, incorporándose además en la etapa escolar, con cambios posteriores en los componentes de la vacuna y en los cursos para su aplicación. Después de la introducción de esta segunda dosis, los casos disminuyeron en un 85% entre 1989 y 1990.

## Consolidación

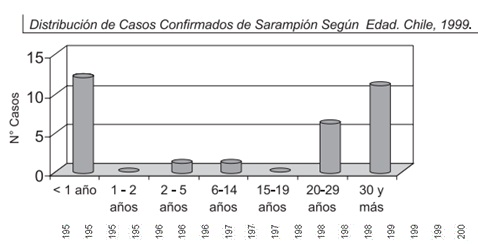
Distribución de casos confirmados de Sarampión según edad en Chile 1999.

En el año 2002 se logró interrumpir la transmisión del sarampión en América. Para ello, Chile inició en 1992 su primera campaña de vacunación masiva denominada "puesta al día" y que estuvo dirigida a los menores de 15 años. Posteriormente, se han realizado otras 3 campañas de seguimiento a la fecha: en 1996 que incluye nuevamente al grupo menor de 15 años, alcanzando una cobertura de 100%; en las campañas siguientes, realizadas el 2001 y 2005, el grupo objetivo de vacunación fue entre 1 a 5 años, alcanzando un 99% y 93% de cobertura, respectivamente. Según recomendación OPS, estas campañas deben continuar realizándose cada 4 o 5 años, con el fin de eliminar cohortes de nacimientos que pueden presentar susceptibilidad al sarampión o la rubéola y proteger a los niños que no responda a la primera dosis de vacuna.
Como resultado de la primera campaña de vacunación en población infantil, posterior a 1992 y hasta mediados de 2012, Chile ha confirmado los siguientes casos y brotes asociados a importación: 
- 1993, un caso importado desde Venezuela.[10]

- 1997 a 1999, se confirmaron casos aislados y dos brotes asociados a importación: el primer brote afectó a las regiones de Bío Bío y Metropolitana con 58 casos (1997), cuyo caso primario correspondió a un turista brasileño (genotipo C2); el segundo ocurrió en la región de Magallanes con 29 casos (fines 1998 e inicios de 1999), cuya importación se produce desde Argentina (genotipo D6).

- 2003 y 2009, después de tres años sin casos, el 2003 se pesquisó uno importado desde Japón (paciente chileno, 33 años), aislándose el virus H1 y, cinco años después, en febrero de 2009, se confirma una nueva importación procedente de Francia. Correspondió a un menor de 4 años, de nacionalidad francesa, aislándose el virus D4. Cabe destacar que en ambas situaciones, no se reportaron casos secundarios o brotes asociados a estas importaciones en el país.

- 2011, el primer caso correspondió al genotipo D4 del virus del sarampión y se identificó a mediados de marzo en una paciente azafata que había estado en el aeropuerto de Sao Paulo, Brasil. Desde entonces, se han identificado otros cinco casos de sarampión en Chile, asociados a importación del virus desde Estados Unidos y Malasia o Tailandia.[11]

Luego de lograr la interrupción de la transmisión en el país, se produjo un cambio en el perfil de presentación en la edad de los casos, desplazándose de niños en edad escolar a grupos etarios no vacunados, es decir, menores de 1 año y mayores de 20 años.
Junto a la primera campaña masiva de vacunación, en 1992 se modificó el sistema de vigilancia del Sarampión que incluyó la toma de muestras de suero para confirmar o descartar los casos por laboratorio y realizar vacunación a los contactos. A fin de garantizar la sensibilidad del sistema de vigilancia, en 1997 se definió el caso sospechoso de tipo sindromático, definición que fue ratificada por la Norma Técnica Nº55 y la Circular N.º 4A/26 del 2/08/2001. Así, desde abril de 1992 hasta diciembre de 2003, se han notificado 4.208 casos sospechosos de Sarampión, confirmándose un 2,3% de ellos.

## Definiciones actuales en Chile

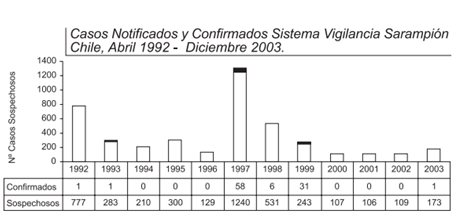
Casos Notificados y Confirmados Sistema de Vigilancia Sarampión, Chile, abril de 1992 - diciembre de 2003.

Caso Sospechoso: Paciente de cualquier edad con fiebre, exantema maculoeritematoso o papular y una o más de las siguientes: tos, coriza o conjuntivitis.
Caso Probable: caso sospechoso que ingresa al sistema de vigilancia y que no reúne los antecedentes suficientes para ser confirmado o descartado.
Caso Confirmado: caso sospechoso que es confirmado en laboratorio o por nexo epidemiológico.

## Vigilancia integrada Sarampión-Rubéola

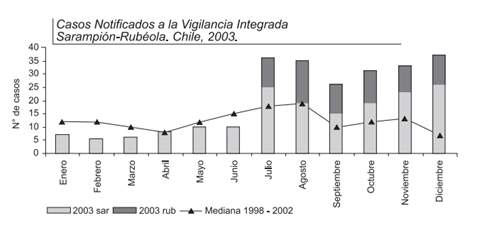
Casos Notificados a la Vigilancia Integrada Sarampión-Ruéola, Chile 2003.

En 1997 ya se había incorporado el estudio de Rubéola como diagnóstico diferencial en los casos que cumplían con la definición de Sarampión. En 1997 se confirmó un 35% de un muestreo de los sueros recibidos y en 1998 se inicia el estudio de la totalidad de las muestras que ingresan a la vigilancia, confirmándose el 32% de ellas. Al año siguiente, se observa una importante disminución de los casos confirmados por Rubéola, hecho esperado tras la vacunación de 1999, confirmándose solo un 15%. En el 2000 se confirmaron 3 casos y desde el 2001 al 2003, 1 caso cada año (hombres).
Con el inicio de la Vigilancia Integrada Sarampión-Rubéola, en el 2003 ingresaron 244 casos sospechosos: 173 como Sarampión y 71 como Rubéola. Del total de casos notificados, solo se confirmó un caso de Sarampión importado (Japón) y un caso de Rubéola, descartándose los demás para ambos diagnósticos.
Cabe destacar que con la integración de ambas vigilancias, se observó una mejoría respecto del número de casos ingresados como sospechosos de Sarampión que, anteriormente eran notificados como rubéola.

## Proyección a futuro
En conjunto con otros países del continente se ha buscado erradicar por completo esta enfermedad principalmente por ser una gran causa de mortalidad infantil.
Con los avances de técnicas de laboratorio, políticas de investigación en la pesquisa de brotes de sarampión y campañas a favor de la vacunación en contra del agente, sumado a la iniciativa de la OMS, la incidencia, prevalencia y por lo tanto la diseminación autóctona se verá frenada, sobre la base de las tendencias de disminución de casos en toda América. 
La iniciativa de la OMS lleva a cabo una labor de promoción ante los gobiernos y los donantes del mundo entero en favor de:
1. La administración de dos dosis de vacuna antisarampionosa a todos los niños, en el marco de los servicios de inmunización sistemática o de las campañas de vacunación masiva.
2. Una labor de vigilancia, seguimiento y evaluación eficaz para determinar el impacto de las actividades de vacunación y adaptar las políticas y estrategias pertinentes.
3. Una respuesta rápida a los brotes de sarampión.
4. Un tratamiento eficaz de los casos de sarampión, que incluya suplementos de vitamina A, antibióticos si es necesario y medidas de apoyo para evitar complicaciones.[15]